# 蓮池龍三
蓮池 龍三（はすいけ りゅうぞう、1964年2月12日 - ）は、日本の声優、舞台俳優。広島県因島（尾道市）出身。ぷろだくしょんバオバブ所属。

## 略歴
演劇を始めるきっかけは小さい頃から妄想癖・空想癖があってウルトラマン、仮面ライダーに夢中になり、神社の裏で一人ごっこを楽しむ子供だったからである。
広島県立因島高等学校、立命館大学二部法学部卒業。
役者になる前は京都市役所職員だった。
文学座付属演劇研究所卒業。以前は劇団東演（ぱらーた企画）、優企画に所属していた。
劇団東演の『翔べイカロスの翼』のチンパンジーの六平役で初舞台。

## 人物
声優としては、外画吹き替え、アニメで活躍。俳優としては、舞台に出演。
特技はバレーボール、ドラム、一輪車。趣味は農園で野菜作り。方言は広島弁、京都弁。

## 出演
太字はメインキャラクター。

### テレビアニメ
2001年
- HELLSING（部下B）
- 名探偵コナン（2001年 - 2021年、座間弘、岡田照光、加藤宗徳、上田〈夫〉 他）

2002年
- アクエリアンエイジ Sign for Evolution（担任）
- 朝霧の巫女（アンパイア）
- Weiß kreuz Glühen
- サイボーグ009 THE CYBORG SOLDIER（プワ＝ワーク人・F）
- 炎の蜃気楼（ガイコツ武者）

2003年
- 一騎当千（劉ヨウ正礼、蒯越、華雄）
- 最遊記RELOAD（妖怪）
- DEAR BOYS（武内純一）
- TEXHNOLYZE（連合の男）
- NARUTO -ナルト-（風影〈大蛇丸〉従者）
- 鋼の錬金術師（2003年 - 2004年、男2、警官、兵士）
- 魔探偵ロキRAGNAROK（先生）

2004年
- 頭文字D Fourth Stage（ギャラリーC）
- サムライチャンプルー（チンピラ）
- なるたる（客A）
- 妄想代理人

2005年
- D.C.S.S. 〜ダ・カーポ セカンドシーズン〜（業者）
- BLACK CAT（見張り）

2006年
- コードギアス 反逆のルルーシュ（2006年 - 2008年、吉田透、兵士、教師、パイロット、アルフレッド・G・ダールトン 他） - 2シリーズ

2009年
- ジャングル大帝 -勇気が未来をかえる-（ハンター）

2010年
- 動物かんきょう会議（オランウータンのウータ）
- ルパン三世 the Last Job（ベッカー班長）

2013年
- クレヨンしんちゃん（2013年 - 2020年、サラリーマン）

2014年
- 名探偵コナン 江戸川コナン失踪事件 〜史上最悪の2日間〜（刑事）

2015年
- 黒子のバスケ（中村真也）

2016年
- パズドラクロス（2016年 - 2017年、ランスの父）

2022年
- 名探偵コナン 本庁の刑事恋物語〜結婚前夜〜（TVスタッフ）

2023年
- ドラえもん（テレビ朝日版第2期）（村人②）

### 劇場アニメ
- 名探偵コナン ベイカー街の亡霊（2002年、司会者）
- 名探偵コナン 11人目のストライカー（2012年、警官）
- 名探偵コナン 絶海の探偵（2013年、沢村啓太）
- 名探偵コナン 異次元の狙撃手（2014年、キャスター）
- コードギアス 反逆のルルーシュ I・II（2017年 - 2018年、吉田透） - 2作品
- コードギアス 復活のルルーシュ（2019年、ニュースキャスター）
- 範馬刃牙VSケンガンアシュラ（2024年、初見泉[11]）

### OVA
- 怪童丸（2001年）
- 装甲騎兵ボトムズ ペールゼン・ファイルズ（2007年、兵士、中隊長B、警備員B 他）

### Webアニメ
- ケンガンアシュラ（2019年 - 2023年、初見泉[12]） - 3シリーズ[一覧 1]
- バキ（2020年、除海王[13]、審判）

### ゲーム
2000年代
- 必殺裏稼業（2005年）
- 絶体絶命都市2 -凍てついた記憶たち-（2006年、柘植明）
- パチプロ風雲録5〜青春篇（2006年、大島豪）
- テイルズ オブ ヴェスペリア（2008年、ティソン）

2010年代
- 東京鬼祓師 鴉乃杜學園奇譚（2010年、宍戸長英）
- Fallout: New Vegas（2010年）
- 第2次スーパーロボット大戦Z 破界篇（2011年）

2020年代
- ファイナルファンタジーVII リメイク（2020年）
- テイルズ オブ アライズ（2021年）
- コードギアス 反逆のルルーシュ ロストストーリーズ（2022年 - 2023年、吉田透）

### ドラマCD
- 東京探偵姫〜残光の剣士・沖田総司（黒岩涙香）
- 0能者ミナト（荒田孝元）※文庫第9巻ドラマCD付特装版

### 吹き替え

#### 映画
- アイ・アム・サム（ジャスロウ）
- アラスカ・ケビン 史上最大の犬ぞり大作戦（アナウンサー）
- アンダーグラウンド・インフェルノ（スペン）
- イングロリアス・バスターズ（ヘルシュトローム少佐、フレデリック・ツォラー国防軍一等兵〈ダニエル・ブリュール〉）
- インプラント（トロイ）
- エアポート フライト323（ハブ・ウェバー〈ブレット・カレン〉）
- エンド・オブ・ホワイトハウス
- カンフー・キングダム（ビンゴ〈ジミー・タエナカ〉）
- キャプテン・フィリップス（リチャード・E・ヒックス）
- クライモリ デッド・エンド（M〈マイケル〉）
- グリッター きらめきの向こうに（支配人）
- ケイティ
- 夏至
- GOAL!3 STEP3 ワールドカップの友情（チャーリー）
- ゴッド・ギャンブラー3（ピエール・カゾン）
- ゴッド・ギャンブラー完結編（トウジュン）
- 真・三国志 天地戦乱（趙雲〈オースティン・ワイ〉）
- スノーホワイト/白雪姫 ※NHK版
- チャックとラリー おかしな偽装結婚!?（モリス・タケチ）
- デビル・インサイド（マイケル・シェーファー）
- ナイト&デイ
- ナショナル・トレジャー
- ナショナル・トレジャー リンカーン暗殺者の日記
- ノイズ
- ハッピー・フューネラル（オークショナー）
- ビッグママ・ハウス3（アンソニー・カネッティ〈マックス・カセラ〉）
- ファンタスティック・フォー:銀河の危機
- プルート・ナッシュ（ミカラク）
- プロフェシー
- 保険調査員フランク25（ダリル）
- ホワイトクリスマス 恋しくて、逢いたくて（チョン・ミスク）
- マトリックス リローデッド（ベイン〈イアン・ブリス〉）※フジテレビ版
- マトリックス レボリューションズ（ベイン〈イアン・ブリス〉）※フジテレビ版
- マネー・ピット（イーサン）
- マレーナ
- 容疑者（ジョンソン〈グレッグ・エデルマン〉）
- 路上のソリスト（ダリル）

#### テレビドラマ
- iCarly
- アンフォゲッタブル 完全記憶捜査
- 悲しき恋歌（チャン・ジンピョ〈MCモン〉）
- 刑事フォイル（デレク・ウッドゲート）
- CSI:科学捜査班（アーチー・ジョンソン〈アーチー・カオ〉）
- Dr.HOUSE（ジェームズ・ウィルソン〈ロバート・ショーン・レナード〉）
- ニューハート（コ室長）
- 裸足の青春（コ・ガンス）
- 犯罪心理分析官インゲル・ヴィーク（ロルフ・リュングベリ）
- ハンド・オブ・ゴッド（KD）
- 炎のテキサス・レンジャー（ゲージ）
- UCアンダーカバー 特殊捜査班（コーディ〈ジャレッド・ポール〉）

#### アニメ
- アニマル天国は今日も晴れ（ヴィンセント）
- おさるのジョージ（アイザック・ニュートン、レストランの客）
- シンドバッド 7つの海の伝説
- ヘラクレス（男性）

### ナレーション
- NHKプレマップ
- おつまみ亭
- 野口健 エコツアー
- BS世界のドキュメンタリー
- 松下電器 火災警報機
- ライフ プロダクションズ 聴く聖書vol.1・2

### 人形劇
- 銀河銭湯パンタくん（バース、ナレーション）

### 舞台
- 人間合格（津島修治）
- Zero Plus 0+
- ルリと恋と昆布の森は千年つづく
- プロキュストの寝台
- 明治の柩
- 検察官
- 闇のうつつに我は我かは
- BENT

### シリーズ一覧
1. ↑  シーズン1/パート1・2（2019年）、シーズン2/パート1（2023年）